# Drávacsehi
Drávacsehi (kroatisch Čeja) ist eine ungarische Gemeinde im Komitat Baranya. Sie gehört zum Kreis Siklós und liegt ungefähr fünf Kilometer von der kroatischen Grenze entfernt.

## Sehenswürdigkeiten
- Glockenturm
- Naturschutzgebiet